# Samorząd Regionu Matte Aszer
Samorząd Regionu Matte Aszer (hebr. מועצה אזורית מטה אשר, Mo’etza Azurit Matte Aszer; ang. Matte Asher Regional Council) – samorząd regionu położony w Dystrykcie Północnym, w Izraelu.

## Położenie
Samorząd regionu jest położony w intensywnie użytkowanej rolniczo północnej części równiny przybrzeżnej Izraela, Zachodniej Galilei i północno-zachodnim skrawku Górnej Galilei przy granicy z Libanem.

### Podział administracyjny
Samorząd Regionu Matte Aszer jest położony w Poddystrykcie Akka, w Dystrykcie Północnym Izraela.

## Demografia
Samorząd regionu skupia 32 osady rolnicze, których mieszkańcami są w 80,5% Żydzi, 17,4% Arabowie muzułmanie, 0,2% Arabowie chrześcijanie i 1,9% inni. Według danych Centralnego Biura Statystyki w 2011 roku w samorządzie mieszkało 24200 osób. Jest to populacja typowo wiejska. Według danych z 2010, przyrost naturalny w porównaniu do poprzedniego roku wyniósł 4,2%. W roku tym urodziło się 397 dzieci, a zmarło 109 osób. Całkowity przyrost naturalny wyniósł 288 osoby.
| Wiek (w latach) | Procent populacji w % |
| --------------- | --------------------- |
| 0 – 4           | 9,1                   |
| 5 – 9           | 8,7                   |
| 10 – 14         | 7,9                   |
| 15 – 19         | 7,7                   |
| 20 – 29         | 13,5                  |
| 30 – 44         | 22,2                  |
| 45 – 59         | 15,4                  |
| 60 – 64         | 4,9                   |
| 65 –            | 10,7                  |

## Historia
Pierwotnie w okolicy tej znajdowały się biblijne ziemie należące do izraelskiego pokolenia Asera. Po długich wiekach historii, w wyniku I wojny światowej w 1918 roku cała Palestyna znalazła się pod panowaniem Brytyjczyków, którzy utworzyli Mandat Palestyny. Na początku XX wieku tutejsze grunty zaczęły odkupywać od arabskich właścicieli żydowskie organizacje syjonistyczne. Gdy w 1936 roku wybuchło arabskie powstanie w Palestynie, brytyjskie władze wysłały do Mandatu Palestyny specjalnie powołaną Królewską Komisję Palestyny. Opublikowany w 1937 roku raport, jako jedyne rozwiązanie konfliktu arabsko-żydowskiego wskazano odseparowanie obu zwaśnionych ze sobą społeczności w dwóch państwach: mniejszym żydowskim i większym arabskim. Małe państwo żydowskie miało opierać się posiadanych przez Żydów gruntach, do których mieli oni prawa własności. Państwo to pozostałoby powiązane z władzami mandatowymi. Natomiast duże państwo arabskie zostałoby powiązane z Emiratem Transjordanii. W odpowiedzi na ten raport, społeczność żydowska podjęła starania o wzmocnienie swojej obecności w Zachodniej Galilei. Z tego powodu w 1937 roku powstała osada Jekim (późniejszy kibuc Ewron), której istnienie było początkowo nieformalne – nie uznawane przez władze mandatowe. W dniu 21 marca 1938 roku przy granicy Francuskiego Mandatu Syrii i Libanu powstał kibuc Chanita. Była to osada obronna, z dwoma wieżami obserwacyjnymi i obronną palisadą. Celem jej powstania było strzeżenie granicy i uniemożliwienie arabskim siłom przenikanie granicy Mandatu Palestyny. Budowa kibucu bardzo rozdrażniła Arabów, którzy już pierwszej nocy przeprowadzili atak, zabijając dwóch mieszkańców osady. W ciągu trzech pierwszych miesięcy w kolejnych atakach zginęło w sumie 10 mieszkańców. W ten sposób kibuc Chanita bardzo szybko stał się symbolem narodowym dla żydowskiej społeczności Palestyny. Jego trwanie i obrona stały się zachętą dla następnych osadników w rozwoju osadnictwa żydowskiego w Palestynie. W dniu 13 kwietnia 1938 roku powstał moszaw Szawe Cijjon, a 25 sierpnia 1938 roku kibuc En ha-Mifrac. Kibuc ten został kilkakrotnie zaatakowany przez arabskie milicje. W październiku 1938 roku przy granicy Libanu powstał kibuc Elon. Nowy kibuc został niemal natychmiast kilkakrotnie ostrzelany przez Arabów. W dniu 29 listopada 1938 roku założono kibuc Kefar Masaryk, którego nazwa oddawała cześć Tomáš Masarykowi, pierwszemu prezydentowi Czechosłowacji. W dniu 28 maju 1939 roku w rejonie miasta Akka założono kibuc Afek. W 1946 roku decyzją władz brytyjskich musiał on zmienić swoją lokalizację.
Podczas II wojny światowej Brytyjczycy w rejonie arabskiej wioski Al-Bassa wybudowali lotnisko wojskowe z dwoma pasami startowymi. Służyło ono w czerwcu i lipcu 1941 roku podczas operacji „Exporter” w Mandacie Syrii i Libanu przeciwko siłom Francji Vichy. W 1943 roku lotnisko rozbudowano o nowe hangary lotnicze, bunkry amunicyjne i stanowiska karabinów. Przy nadmorskich klifach Rosz ha-Nikra wybudowano wówczas most i tunel kolejowy. Przebiegająca tędy linia kolejowa miała umożliwić transport wojsk z Hajfy do Bejrutu w Libanie. Sytuacja wojenna powodowała, że brytyjskie władze mandatowe sprzyjały społeczności żydowskiej, szkoląc i uzbrajając kompanie szturmowe Palmach. Korzystając z tych korzystnych warunków, w dniu 9 lutego 1940 roku w pobliżu przygranicznego kibucu Chanita założono nowy kibuc Macuwa. Od 1945 roku osada Ewron otrzymała prawa do użytkowania gruntów, dzięki czemu nastąpiło formalne założenie tego kibucu. Służył on jako baza kompanii szturmowych Palmach oraz kryjówka nielegalnych imigrantów Aliji Bet. W styczniu 1946 roku doszło do konfrontacji członków kibucu z sąsiednimi Arabami, którzy protestowali przeciwko zaoraniu ziemi zakupionej przez Żydowski Fundusz Narodowy. W kolejnych latach coraz bardziej nasilał się konflikt izraelsko-arabski, który wpływał na decyzje brytyjskich władz o ograniczeniu ilości żydowskich imigrantów napływających do Palestyny. Niezadowolenie z brytyjskich decyzji doprowadziło do serii zbrojnych wystąpień przeciwko Brytyjczykom. W nocy z 16 na 17 czerwca 1946 roku żydowski oddział szturmowy Palmach podjął próbę wysadzenia mostu kolejowego i drogowego przy wiosce Az-Zib. Żydowscy żołnierze zostali jednak dostrzeżeni i ostrzelani przez Brytyjczyków zanim zdołali podłożyć ładunki wybuchowe. Operacja nie powiodła się, a Żydzi utracili 14 zabitych i 5 rannych. Rannych ewakuowano do kibucu Maccuwa, a następnie w obawie przed brytyjskim pościgiem przeniesiono do jaskini w pobliżu kibucu Chanita. W odwecie za atak, brytyjskie władze mandatowe rozpoczęły kampanię represji wobec żydowskich organizacji paramilitarnych. W dniu 29 czerwca 1946 roku brytyjscy żołnierze wkroczyli do kibucu Maccuwa, przeprowadzając aresztowania podejrzanych osób – zostali internowani. Pomimo tych wszystkich trudności, w dniu 8 sierpnia 1946 roku założono kibuc Regba (później przekształcony w moszaw). W dniu 27 listopada 1946 roku nastąpiło założenie kibucu Jechi’am, który miał za zadanie przygotować teren do dalszej kolonizacji Górnej Galilei.
Przyjęta 29 listopada 1947 roku Rezolucja Zgromadzenia Ogólnego ONZ nr 181 przyznała ten obszar państwu arabskiemu. Gdy kilka dni później wybuchła wojna domowa w Palestynie siły Arabskiej Armii Wyzwoleńczej rozpoczęły atakowanie żydowskich linii komunikacyjnych w całej Galilei. Mieszkańcy tutejszych osad żydowskich zostali odcięci od pozostałej części społeczności żydowskiej w Palestynie. Kibuce Chanita, Elon, Maccuwa i Jechi’am przez kilka miesięcy były oblężone. Natomiast osady Ewron, En ha-Mifrac, Afek, Szawe Cijjon i Kefar Masaryk znalazły się na linii frontu, broniąc drogi dojazdowej do miasta Akka. W osadach tych stacjonowały oddziały szturmowe Palmach, prowadzące działania operacyjne w okolicy. W dniu 14 stycznia 1948 roku odparły one atak na kibuc Afek przeprowadzony przez milicję Druzów. W dniu 20 stycznia 1948 roku siły ponad 400 Arabów zaatakowały oblężony kibuc Jechi’am. W ciężkiej walce zginęło 8 obrońców. 27 marca 1948 roku żydowska organizacja paramilitarna Hagana zorganizowała konwój z zaopatrzeniem do kibucu Jechi’am. Konwój wpadł jednak w zasadzkę i został rozbity (zginęło 47 żydowskich bojowników). W dniu 14 maja 1948 roku Hagana wysadziła tunel kolejowy przy nadmorskich klifach Rosz ha-Nikra. Uczyniono to, aby uniemożliwić wojskom libańskim wkroczenie do Palestyny i zaangażowanie się w wojnę domową. Po proklamacji niepodległości Izraela w 1948 roku wybuchła I wojna izraelsko-arabska. W maju 1948 roku Izraelczycy przeprowadzili operację „Ben-Ami”, podczas której wysiedlono część nadmorskich arabskich wiosek, zabezpieczając tamtejsze linie komunikacyjne. W lipcu 1948 roku przeprowadzono operację „Dekel”, a w październiku 1948 roku operację „Hiram”, w wyniku których usunięto arabskie siły z Galilei. Izraelska armia wysiedliła i zniszczyła liczne wsie arabskie w Galilei. Umożliwiło to założenie po wojnie nowych żydowskich osad i przeprowadzenie reorganizacji dotychczasowych społeczności samorządowych w regionie. Jeszcze podczas wojny, w maju 1948 roku został założony kibuc Szamerat, w sierpniu 1948 roku kibuc Sa’ar, w październiku 1948 roku kibuc Gaton, w grudniu 1948 roku moszaw Bustan ha-Galil, a w styczniu 1949 roku moszaw Becet. W kibucu Kefar Rosz ha-Nikra prowadzono negocjacje i w dniu 23 marca 1949 roku podpisano porozumienie o zawieszeniu broni izraelsko-libańskim. Po wojnie, w 1949 roku założono kibuce Jasur, Geszer ha-Ziw (utworzono go na podstawie opuszczonej bazy wojskowej wykorzystywanej podczas II wojny światowej przez żołnierzy nowozelandzkich), Bet ha-Emek, Kabri, Kefar Rosz ha-Nikra i Lochamej HaGeta’ot, oraz moszawy Ben Ammi, Amka i Liman. W 1950 roku żydowscy imigranci z Jemenu założyli moszaw Achihud, natomiast imigranci z Iranu i Iraku założyli moszaw Netiw ha-Szajjara. W sierpniu 1958 roku, przy granicy z Libanem powstała żydowska osada Adamit, która początkowo była paramilitarną wsią rolniczą wchodzącą w część programu Nachal. Ten program wojskowy umożliwiał żydowskim osadnikom połączenie służby wojskowej w Siłach Obronnych Izraela z pracą rolniczą. Trudności ekonomiczne spowodowały jednak, że w 1967 roku osada została porzucona. W 1971 roku nastąpiła odbudowa tego kibucu. W dniu 6 grudnia 1974 roku kibuc Kefar Rosz ha-Nikra został zaatakowany przez palestyńskich terrorystów, którzy przeniknęli granicę z Libanu. Zranili oni dwóch mieszkańców kibucu i zostali wyrzuceni przez przybyłych żołnierzy. W 1979 roku z prywatnej inicjatywy kilku rodzin powstała wieś Klil, która w przeciwieństwie do większości osad wiejskich w Izraelu, została zaprojektowana jako gromada rodzinnych gospodarstw rolniczych rozproszonych na dużej powierzchni. Niektóre z tych gospodarstw przyjęły koncepcję ekologicznego rozwoju, produkując własną energię elektryczną z ogniw słonecznych i turbin wiatrowych. W kolejnych latach dochodziło do licznych przygranicznych incydentów ostrzału i prób infiltracji przez granicę. Doprowadziło to do wybuchu w 1982 roku wojny libańskiej.
W 1982 roku przeprowadzono reorganizację jednostek samorządowych w Zachodniej Galilei. Z połączenia trzech Samorządów Regionu Gaton, Na’aman i Sulam Cur utworzono jeden Samorząd Regionu Matte Aszer. W 1983 roku mieszkańcy moszawu Amka założyli w swoim pobliżu wieś Aszerat, która nie ma charakteru rolniczego. Przyjęta w latach 80. XX wieku polityka przymusowego osiedlania Beduinów, spowodowała zmianę podejścia do ich koczowisk, które przekształcono w przygraniczną wieś Aramisza. Gdy w 1985 roku Izraelczycy wycofali się z Libanu, pozostawili w jego południowej części utworzoną „strefę bezpieczeństwa” za którą odpowiadała Armia Południowego Libanu. Gdy 23 maja 2000 roku nastąpiło ostateczne wycofanie wojsk izraelskich z Libanu, tereny przygraniczne przejęła organizacja terrorystyczna Hezbollah, która w następnych latach wielokrotnie ostrzeliwała terytorium Izraela. Po II wojnie libańskiej w 2006 roku odpowiedzialność za libańską część granicy przejęły międzynarodowe siły UNIFIL, które utworzyły swoją główną bazę w pobliskim libańskim mieście An-Nakura.

## Polityka

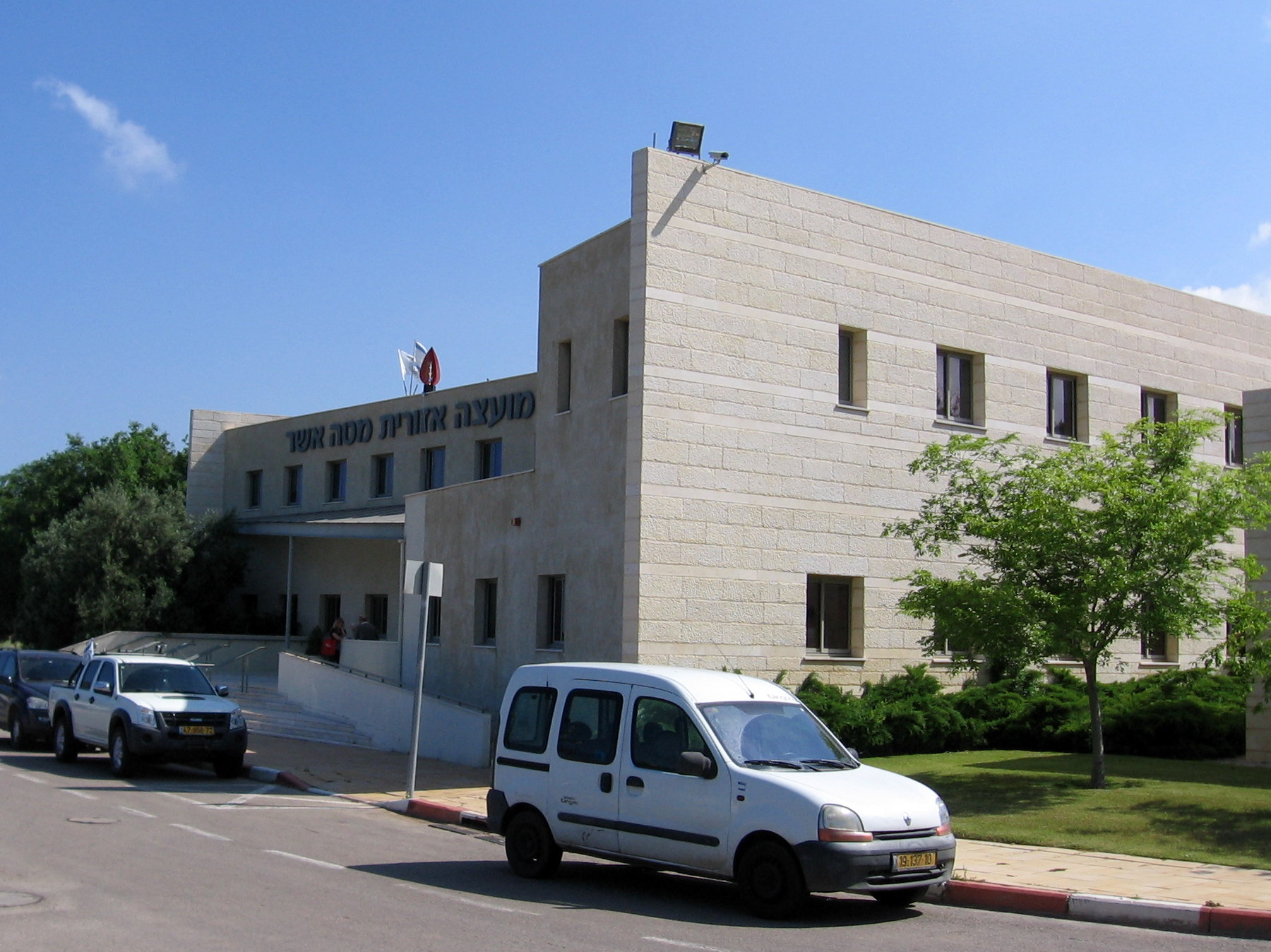
Budynek administracji regionu Matte Aszer przy moszawie Regba

Władze administracyjne Samorządu Regionu znajdują się przy drodze nr 4 na południe od moszawu Regba.

## Osiedla
W 18 kibucach, 9 moszawach i 5 wsiach żyje tutaj ponad 24 tys. mieszkańców.
| Kibuce: - Adamit - Afek - Bet ha-Emek - Elon - En ha-Mifrac - Ewron - Gaton - Geszer ha-Ziw - Chanita | - Jasur - Jechi’am - Kabri - Kefar Masaryk - Kefar Rosz ha-Nikra - Lochame ha-Geta’ot - Maccuwa - Sa’ar - Szamerat | Moszawy: - Achihud - Amka - Ben Ammi - Bustan ha-Galil - Becet - Liman - Netiw ha-Szajjara - Regba - Szawe Cijjon | Wioski: – Komunalne: - Kelil - Aszerat – Arabskie: - Aramisza - Szajch Dannun – Chrześcijańskie: - Nes Ammim |

## Edukacja i kultura
W prawie wszystkich osadach znajdują się przedszkola. W regionie znajduje się 11 szkół podstawowych i 7 szkół średnich. W 2010 roku liczba klas wynosiła 237. Liczba wszystkich uczniów wynosiła 5731. Szkoły podstawowe są w kibucach Afek, Geszer ha-Ziw, Kabri i En ha-Mifrac, oraz w moszawach Becet i Regba. Gimnazja są w kibucach Ewron i Geszer ha-Ziw, a szkoły średnie w kibucu Ewron i Kabri. Arabskie szkoły podstawowe są we wsiach Aramisza i Szajch Dannun. W kibucu Elon znajduje się unikatowy ośrodek muzyczny Keszet Elon, w którym każdego roku uczy się około pięćdziesięciu młodych skrzypków z całego świata. Na zachód od moszawu Bustan ha-Galil jest położona wieś młodzieżowa Nirim. Zajmuje ona obszar 170 ha dawnej bazy wojskowej, którą przejęła Agencja Żydowska. Od 2003 roku prowadzona jest tutaj działalność edukacyjno-terapeutyczna. Młodzież trenuje żeglarstwo, kajakarstwo, sporty motorowe i wspinaczkę. Ucząc się przy tym w specjalistycznej szkole średniej przygotowuje się do służby wojskowej w marynarce wojennej.
W kibucu Chanita jest regionalne muzeum z odtworzonym wyglądem pierwotnej osady obronnej z wieżą obserwacyjną i obronną palisadą. W kibucu Lochamej HaGeta’ot jest Muzeum Bojowników Getta poświęcone pamięci powstania w getcie warszawskim. Budynek muzeum zawiera kilka sekcji, w tym bibliotekę i archiwum z bogatą kolekcją dokumentów o żydowskim ruchu oporu i różnych obozach koncentracyjnych. Co roku 19 kwietnia, w rocznicę wybuchu powstania w getcie warszawskim, organizowane są tutaj specjalne wystawy oraz wykłady. Muzeum prowadzi szeroką działalność badawczą, edukacyjną, wydawniczą i kulturową. Gdy powstało w 1950 roku, było pierwszym muzeum Holocaustu na świecie. Tuż obok znajduje się Muzeum Dzieci Jad LaJeled poświęcone pamięci Janusza Korczaka i dzieciom Holocaustu. Wśród licznych realizowanych tutaj projektów jest między innymi wirtualna Międzynarodowa Szkoła Janusza Korczaka. Moszaw Amka jest ośrodkiem kultury Żydów jemeńskich.

## Religia
Większość osad jest zamieszkała przez świecką populację. Zdecydowanie religijnymi są moszawy Amka i Achihud.

## Turystyka
Tutejszą atrakcją turystyczną są okoliczne wzgórza porośnięte naturalnymi lasami. Są to popularne tereny do przejażdżek konnych lub pieszych wędrówek. Ruch turystyczny jest jednak podporządkowany izraelskim siłom bezpieczeństwa, które udostępniają okolicę w zależności od sytuacji na granicy libańskiej. Dużą atrakcją jest Rezerwat Przyrody Strumienia Becet. W obszarze rezerwatu wytyczono kilka szlaków turystycznych. Na stokach wzgórz można zwiedzać jaskinie, spośród których największymi są Keszet i Namer. Bardzo szczególnym miejscem jest Rezerwat Przyrody Tel Afek, który obejmuje pozostałości okolicznych bagien oraz ślady dawnych osad na wzgórzu tell. Park Narodowy Achziw obejmuje swoim obszarem teren parku archeologicznego Achziw, ujście rzeki Keziw do morza oraz pozostałości arabskiej wioski Az-Zib. W jego skład wchodzą dwa rezerwaty przyrody: pierwszy obejmuje plażę i znajdujące się na lądzie budynki, a drugi jest morski. Wyjątkowość tego parku narodowego polega na naturalnej plaży, lagunie oraz naturalnych i sztucznych basenach morskich. Jeden z nich jest głęboki, a drugi płytki i dostępne dla dzieci. Jest to doskonałe miejsce do spędzania czasu i wypoczynku. Osoby zajmujące się nurkowaniem mogą z łatwością podziwiać morskie zwierzęta, jeżowce i małe ośmiornice. W pobliżu znajdują się niewielkie wyspeki Achziw, które wchodzą w skład rezerwatu przyrody. Są to miejsca lęgowe rybitw. W rejonie zamku krzyżowców w kibucu Jechi’am utworzono Park Narodowy Miwcar Jechi’am. Dużą atrakcją turystyczną jest także Park Narodowy Rosz ha-Nikra. Są to białe skały kredowe stanowiące zachodnią krawędź grzbietu górskiego Reches ha-Sulam. Morska woda wyżłobiła w skałach malownicze pieczary. Całkowita długość korytarzy wynosi około 200 metrów. Rozchodzą się one w różnych kierunkach. W przeszłości dostęp do nich był jedynie od strony morza, i mogli je odwiedzać jedynie doświadczeni płetwonurkowie. Obecnie funkcjonuje tutaj kolej linowa zabierająca turystów na dół do jaskiń

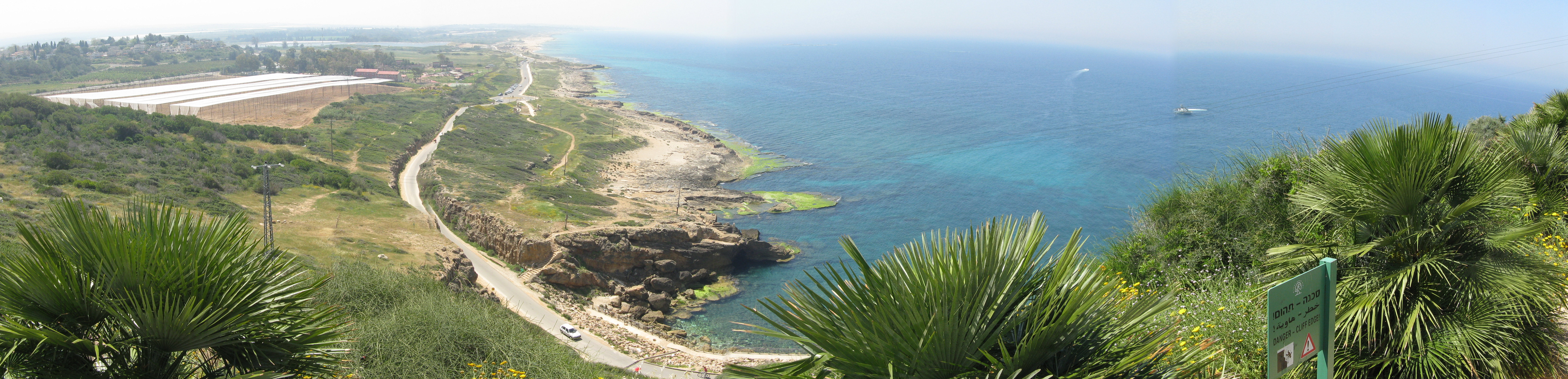
Panorama z Rosz ha-Nikra w kierunku plaż w Izraelu

## Gospodarka
Gospodarka wiosek opiera się na rolnictwie, sadownictwie, hodowli zwierząt i stawach hodowlanych. W większości tutejszych osad znajdują się różne zakłady przemysłowe, które dają zatrudnienie mieszkańcom. Miejscem zatrudnienia są także okoliczne strefy przemysłowe miasta. Według danych z 2009 przeciętne miesięczne wynagrodzenie pracowników w Samorządzie Regionu Matte Aszer wynosiło 7516 szekli (średnia krajowa: 7070 ILS).

## Transport
Przez region przechodzi kilka głównych dróg. Z południa na północ przebiegają droga nr 4 i droga nr 70, a z zachodu na wschód droga nr 79, droga nr 85 i droga nr 89. Na północny zachód od kibucu Kefar Rosz ha-Nikra znajduje się nieczynne przejście graniczne Rosz ha-Nikra. W 2010 roku w regionie znajdowało się 7754 zarejestrowanych pojazdów mechanicznych, w tym 5827 samochodów. W ciągu tego roku doszło do dziesięciu wypadków drogowych.